# Azay-sur-Indre
Azay-sur-Indre é uma comuna francesa na região administrativa do Centro, no departamento Indre-et-Loire. Estende-se por uma área de 14,05 km². Em 2010 a comuna tinha 391 habitantes (densidade: 27,8 hab./km²).